# Yves Monteggiani
Yves Monteggiani, né le 4 janvier 1907 à Toulon et mort le 21 novembre 1965 à Hyères, est un militaire et résistant français, Compagnon de la Libération. Sous-officier expérimenté des troupes coloniales, il choisit de se rallier à la France libre en 1940 et participe aux combats en Afrique, en Italie et en France. Grièvement blessé lors de la Libération de la France, il doit quitter prématurément l'armée.

## Biographie

### Jeunesse et engagement
Yves Lozach naît le 4 janvier 1907 à Toulon de Marie Catherine Lozach, domestique originaire de Bretagne, et d'un père inconnu. Le 30 mars 1911, il est reconnu et légitimé par Noël Monteggiani, employé de l'arsenal de Toulon, à la suite du mariage de celui-ci avec sa mère. En 1927, Yves Monteggiani effectue son service militaire et un an plus tard, au moment d'être rendu à la vie civile, décide de rester sous les drapeaux en s'engageant pour quatre ans. Stationné au Maroc jusqu'en 1933 puis au Niger où il est méhariste dans un groupe nomade, il est ensuite promu sergent-chef et muté au Régiment de tirailleurs sénégalais du Tchad (RTST).

### Seconde Guerre mondiale
Toujours en poste au Tchad au moment ou débute la Seconde Guerre mondiale, il se déplace à Brazzaville avec son régiment qui a choisi de sa rallier à la France libre et, aux côtés de Raymond Delange, Guy Baucheron de Boissoudy, Jean Coupigny et Adolphe Sicé, il joue un grand rôle dans le ralliement de la colonie du Congo français au général de Gaulle le 28 août 1940. Promu adjudant deux jours plus tard, il est affecté au bataillon de marche no 1 (BM1) tout juste formé et commandé par Raymond Delange. Au sein de sa nouvelle unité, il participe à la campagne du Gabon puis, après avoir été promu adjudant-chef en janvier 1941, il prend part à la campagne de Syrie en juin suivant.
Atteint de paludisme, il est hospitalisé quelque temps en Afrique du Sud puis de retour au BM1, est engagé dans la guerre du désert et combat au Fezzan de décembre 1942 à janvier 1943. Promu sous-lieutenant en décembre 1943, il est muté au bataillon de marche no 12 en Afrique du nord avant de rejoindre la 1re division française libre (1re DFL) avec laquelle il participe à la campagne d'Italie et au débarquement de Provence. Muté au bataillon de marche no 24 et suivant l'avancée de la 1re DFL, il prend part à la bataille des Vosges. Le 2 octobre 1944, à Ronchamp, il est grièvement blessé par balle à la tête alors qu'il menait sa section à l'assaut d'une position ennemie. Cette blessure le rendant hémiplégique, il quitte les combats et l'armée avec le grade de lieutenant.

### Après-Guerre
Affaibli par les séquelles de son paludisme et de sa blessure, Yves Monteggiani meurt le 21 novembre 1965 à Hyères où il est inhumé.

## Décorations
|  |  |  |
|  |  |  |
|  |  |  |
|  |  |  |

| Officier de la Légion d'honneur                               | Officier de la Légion d'honneur                               | Officier de la Légion d'honneur                               | Compagnon de la Libération Par décret du 13 mars 1943   | Compagnon de la Libération Par décret du 13 mars 1943   | Compagnon de la Libération Par décret du 13 mars 1943   | Médaille militaire                                                   | Médaille militaire                                                   | Médaille militaire                                                   |
| Croix de guerre 1939-1945                                     | Croix de guerre 1939-1945                                     | Croix de guerre 1939-1945                                     | Médaille des blessés de guerre                          | Médaille des blessés de guerre                          | Médaille des blessés de guerre                          | Médaille de la Résistance française Avec rosette                     | Médaille de la Résistance française Avec rosette                     | Médaille de la Résistance française Avec rosette                     |
| Croix du combattant volontaire Avec agrafe "Guerre 1939-1945" | Croix du combattant volontaire Avec agrafe "Guerre 1939-1945" | Croix du combattant volontaire Avec agrafe "Guerre 1939-1945" | Croix du combattant volontaire de la Résistance         | Croix du combattant volontaire de la Résistance         | Croix du combattant volontaire de la Résistance         | Croix du combattant                                                  | Croix du combattant                                                  | Croix du combattant                                                  |
| Médaille coloniale                                            | Médaille coloniale                                            | Médaille coloniale                                            | Médaille commémorative française de la guerre 1939-1945 | Médaille commémorative française de la guerre 1939-1945 | Médaille commémorative française de la guerre 1939-1945 | Médaille commémorative des services volontaires dans la France libre | Médaille commémorative des services volontaires dans la France libre | Médaille commémorative des services volontaires dans la France libre |